# Daniel Martin Feige
Daniel Martin Feige (* 6. September 1976 in Berlin) ist ein Philosoph; er lehrt als Professor an der Staatlichen Akademie der Bildenden Künste Stuttgart.

## Leben und Wirken
Feige wollte als Schüler Pianist werden und hatte seine Schulausbildung entsprechend ausgerichtet. Nach dem Abitur in Schleswig-Holstein begann er am Conservatorium van Amsterdam, Jazz-Piano zu studieren. Die Einseitigkeit des Studiums brachte ihn allerdings dazu, das Fach zu wechseln. 1999 zog er nach Gießen, um an der Justus-Liebig-Universität Gießen Philosophie, Neuere Deutsche Literaturwissenschaft und Psychologie zu studieren. War er zunächst an Wissenschaftstheorie interessiert, so begann er sich, beeinflusst von Martin Seel, mit Fragen der Ästhetik zu beschäftigen. 2005 folgte er Seel an die Johann Wolfgang Goethe-Universität Frankfurt am Main, wo er 2009 mit einer Arbeit über Hegels Ästhetik (Kunst als Selbstverständigung) promoviert wurde.
2009 wechselte Feige an den Sonderforschungsbereich „Ästhetische Erfahrung im Zeichen der Entgrenzung der Künste“ an der Freien Universität Berlin. Ab 2015 lehrte er auf einer Juniorprofessur an der Staatlichen Akademie der Bildenden Künste Stuttgart. 2017 habilitierte er sich an der FU Berlin. 2018 nahm er einen Ruf auf die W3-Professur für Philosophie und Ästhetik an der Staatlichen Akademie der Bildenden Künste Stuttgart an. Seine Forschungsschwerpunkte liegen an der Schnittstelle der philosophischen Ästhetik und der philosophischen Anthropologie zu klassischen Fragen der praktischen und theoretischen Philosophie.
2014 erschien Feiges von der Jazzkritik stark beachtetes Buch über die Philosophie des Jazz. Mit einem vergleichbaren Ansatz beschäftigte er sich ein Jahr später in einem Buch mit Computerspielen, die zwar randständig, aber dennoch ästhetisch analysierbar seien. Insbesondere, wo Feige aus dem Akt des Spielens heraus die Kunsterfahrung Computerspiel reflektierte, gewann er dabei den Rezensionen zufolge interessante Erkenntnisse. 2018 legte Feige ein weiteres Buch über die Ästhetik im Bereich des Designs vor, wo – anders als in der Kunst – Form und Funktion nicht getrennt werden können. 2022 erschien sein Versuch einer dialektischen Anthropologie unter dem Titel Die Natur des Menschen. 2024 veröffentlichte er unter dem Titel Philosophie der Musik ein Buch zu Adornos Musikästhetik.
Feige ist der Herausgeber der Schriftenreihe des Weißenhof-Instituts zur Architektur- und Designtheorie.

## Schriften (Auswahl)
- Kunst als Selbstverständigung. Münster: Mentis 2012.
- Philosophie des Jazz. Berlin: Suhrkamp 2014.
- Computerspiele. Eine Ästhetik. Berlin: Suhrkamp 2015.
- Design. Eine philosophische Analyse. Berlin: Suhrkamp 2018.
- Musik für Designer. Stuttgart: AV Edition 2021.
- Die Natur des Menschen. Eine dialektische Anthropologie. Berlin: Suhrkamp 2022.
- Philosophie der Musik. Musikästhetik im Ausgang von Adorno. München: Edition Text+Kritik 2024.
- Kritik der Digitalisierung. Technik, Rationalität und Kunst. Hamburg: Meiner [= Blaue Reihe] 2025.

als Herausgeber
- Funktionen von Kunst. Hg. zus. mit Tilmann Arndt Köppe und Gesa zur Nieden. Lang, Frankfurt/M. 2009.
- Formen kulturellen Wandels. Hg. zus. mit Stefan Deines und Martin Seel. Transcript, Bielefeld 2012.
- Konturen des Kunstwerks. Zur Frage nach Relevanz und Kontingenz. Hg. zus. mit Frédéric Döhl, Thomas Hilgers und Fiona McGovern. Fink, München 2013.
- Ästhetik des Jazz. Hg. zus. mit Alessandro Bertinetto und Georg W. Bertram. Schwerpunktheft der Zeitschrift für Ästhetik und Allgemeine Kunstwissenschaft 1/2014.
- Kunst und Handlung. Hg. zus. mit Judith Siegmund. Transcript, Bielefeld 2015.
- Musik und Narration. Hg. zus. mit Frederic Döhl. Transcript, Bielefeld 2015.
- Philosophie des Computerspiels. Hg. zus. mit Sebastian Ostritsch und Markus Rautzenberg. Metzler, Stuttgart 2018.
- Theoretische Philosophie und Ästhetik. Schwerpunktheft der Zeitschrift für Ästhetik und Allgemeine Kunstwissenschaft 1/2019.
- Philosophie des Designs. Hg. zus. mit Florian Arnold und Markus Rautzenberg. Schriftenreihe des Weißenhof-Instituts zur Architektur- und Designtheorie Band 1. Bielefeld, Transcript 2020.
- Ästhetik des Designs. Hg. zus. mit Florian Arnold und Franziska Wildt. Schwerpunktheft der Zeitschrift für Ästhetik und Allgemeine Kunstwissenschaft 65/2 (2020).
- Die Kunst und die Künste. Ein Kompendium zur Kunsttheorie der Gegenwart. Hg. zus. mit Georg W. Bertram und Stefan Deines. Suhrkamp, Berlin 2021.
- Gibt es Musik? Hg. zus. mit Christian Grüny. Schwerpunktheft der Zeitschrift für Ästhetik und Allgemeine Kunstwissenschaft 2 (2021).
- Musik und Subjektivität. Beiträge aus Musikwissenschaft, Musikphilosophie und kompositorischer Praxis. Hg. zus. mit Gesa zur Nieden. Reihe Musik-Philosophie-Praxis Band 0. Transcript, Bielefeld 2022.
- McDowell and the hermeneutic Tradition. Hg. zus. mit Thomas Jussuf Spiegel. Routledge, London 2023.
- Ästhetik und Architektur. Hg. zus. mit Sandra Meireis. Schriftenreihe des Weißenhof-Instituts zur Architektur- und Designtheorie Band 2. Transcript, Bielefeld 2024.
- Digitalität von A bis Z. Hg. zus. mit Florian Arnold, Johannes Bernhardt und Christian Schröter. Transcript, Bielefeld 2024.
- Persona – Über die Funktion der Maske in den Künsten. Hg. zus. mit Kirsten Dickhaut und Sven Thorsten Kilian. Metzler, Stuttgart 2025.
- Computerspiele. 50 zentrale Titel. Hg. zus. mit Rudolf Inderst. Transcript, Bielefeld 2025.